# 'с-Гравендел
'с-Гравендел (нід. 's-Gravendeel) — місто в нідерландській провінції Південна Голландія. Входить до муніципалітету Гуксе-Вард.
Його площа становить 20,70 км², а населення станом на 2021 рік складало 9 000 осіб.
Перша згадка про населений пункт датується 1645 роком.
До 2007 року мало статус окремого муніципалітету.